# Zone mésale
La zone mésale est la zone océanique située entre 200 mètres et 1 000 mètres de profondeur.
Elle est caractérisée par une faible luminosité, empêchant le développement de la photosynthèse chez les plantes.
Les sources de nourriture étant rares dans les profondeurs, les animaux abyssaux en font eux-mêmes partie, ce qui explique la grande population de prédateurs en ces lieux.[pas clair]